# Dragan Raca
Dragan Raca (in serbo Драган Раца?; Bosansko Grahovo, 3 marzo 1961) è un allenatore di pallacanestro ed ex cestista serbo con cittadinanza cipriota.
È il padre di Ivana e Tijana, anch'esse cestiste.

## Carriera
Ha trascorso la sua carriera professionistica a Cipro, in Libano e in Cina allenando, tra le altre, l'AEL Limassol.
Ha inoltre guidato il Libano in due edizioni dei Campionati asiatici (2007 e 2009), conquistando la medaglia d'argento nel 2007.

## Palmarès

### Giocatore
- Coppa di Cipro (1999)
- Campione campionato cipriota (2000)

### Allenatore
- FIBA Regional Challenge South (2003)
- Campione campionato cipriota (2003, 2004, 2005)
- Coach cipriota dell'anno (2003, 2004, 2005, 2008)
- Coppa di Cipro (2004)
- All-FIBA EuropeLeague Coach of the Year (2004)

## Libri
Dragan Raca ha scritto diversi libri sul basket.
- Il primo "Basketball" (1998) è stato tradotto in otto lingue e ha venduto 68 000 copie.
- Scouting (1999)
- Preparazione fisica di squadre professionistiche (2000)
- Basic of Basketball (2001)
- Offense technical analysis (2008)
- Analisi tecnica di difesa (2008)
- Analisi scouting (2008)
- Analisi del basket (2013)
- Basketball Camp (2013)
- MTM Basketball Defense (2014)
- Basketball Team Development (2016)
- Basketball Player Development (2017)